# 達希耶主義

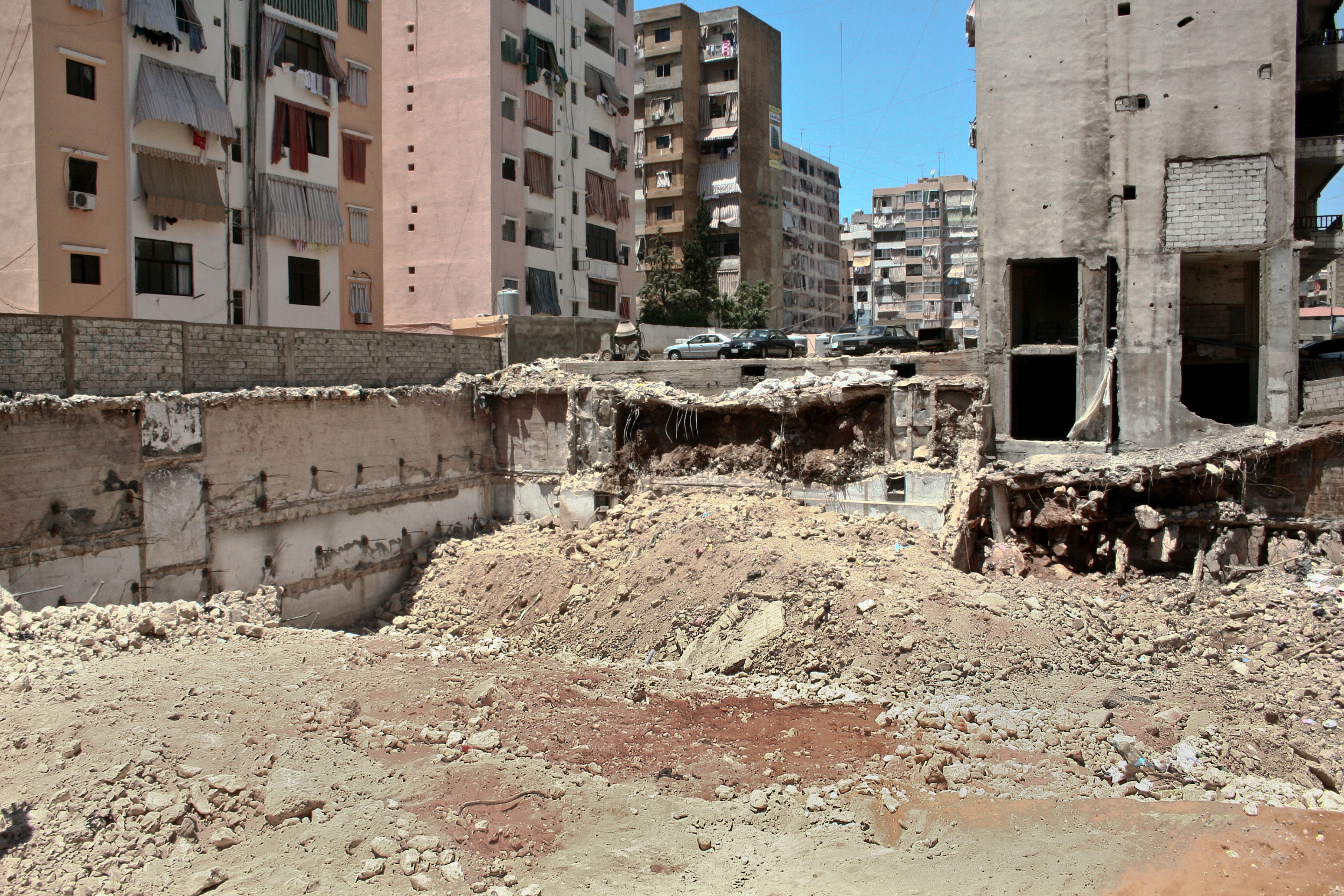
2006年黎巴嫩戰爭中在達希耶炸出的一個彈坑，2008年拍攝

達希耶主義，是以色列採取的一種軍事策略，主要是透過大規模摧毀敵方的平民基礎設施，或稱為「毀家行為」，以向敵對政府施壓。該主義提出者為前以色列國防軍北方司令加迪·艾森科特少將（後晉升中將總參謀長）。以色列國家安全分析師加比·西博尼預備役上校認為，以色列應該針對支持敵對組織的經濟利益和平民領導機構。其核心思路在於對平民造成嚴重傷害，迫使他們反對武裝組織，最終逼迫敵方達成和平協議。
此主義的名稱來自黎巴嫩貝魯特的達希耶社區，該地在2006年黎巴嫩戰爭直至以色列—真主黨戰爭期間都是真主黨總部所在地，並遭以色列國防軍重創。

## 2006年黎巴嫩戰爭
達希耶主義首次於2008年10月公開宣表，當時以色列國防軍北方司令加迪·艾森科特少將在《新消息報》的一次訪談中表示
「2006年發生在貝魯特達希耶區的事情，將會在所有從以色列方向開火的村莊中重現。我們將動用不成比例的力量，造成極大的損害和破壞。對我們來說，這些地方都是軍事基地……這不是建議，而是一個已經被批准的計劃。……每一個什葉派村莊都是一個軍事據點，擁有指揮部、情報中心和通信中心。數十枚火箭彈被藏於房屋、地下室和閣樓中，村莊則由真主黨控制。根據村莊規模，有數十名當地活躍成員和外來戰士，村莊內的一切都為防禦戰和向以色列發射導彈做好了準備。……真主黨非常清楚，從這些村莊內發射火力將導致村莊被毀。納斯魯拉在下令攻擊以色列之前，必須再三考慮，因為這不僅僅是理論問題，村莊的毀滅將是他不得不面對的現實。這也是過去兩年裏保持相對和平的主要原因。」
2010年，艾森科特將其觀點書面化，強調：
「2006年在黎巴嫩的行動分為兩個階段，首先攻擊那些構成立即威脅的目標，然後進行平民的撤離，在確保平民安全撤離後才擴大對真主黨目標的攻擊。我相信這一模式是道德且正確，如果再次面臨戰事，我們仍繼續如此。正是因為真主黨將數百個村莊和黎巴嫩的什葉派地區轉變為戰鬥空間，這也讓該組織在做出進一步的恐怖行動、綁架或射擊前需再三思。」
以色列國家安全研究所分析師加比·西博尼表示：
「（與真主黨的）衝突一旦爆發，以色列國防軍必須迅速、果斷地作出回應，並以超過敵人威脅的力量應對。這樣的回應不僅是為施加損害，更是為了讓重建過程變得漫長且昂貴。以色列必須展示其強大的回應能力，無論是在黎巴嫩邊境事件中，還是面對真主黨或哈馬斯的恐怖襲擊。此時，以色列不能僅僅以一對一的比例回應，而是需要展示不成比例的打擊，以明確表明其不會接受任何挑戰邊境平靜的行為。以色列必須為局勢的惡化和升級，甚至全面對抗做好準備，這種準備是避免長期消耗戰的必要措施。」
以色列記者亞倫·倫敦在2008年指出，達希耶是貝魯特的什葉派社區，該區在2006年黎巴嫩戰爭期間被以色列空軍摧毀，他認為達希耶主義「將在我們的安全話語中根深蒂固」。

## 加沙

### 2008年

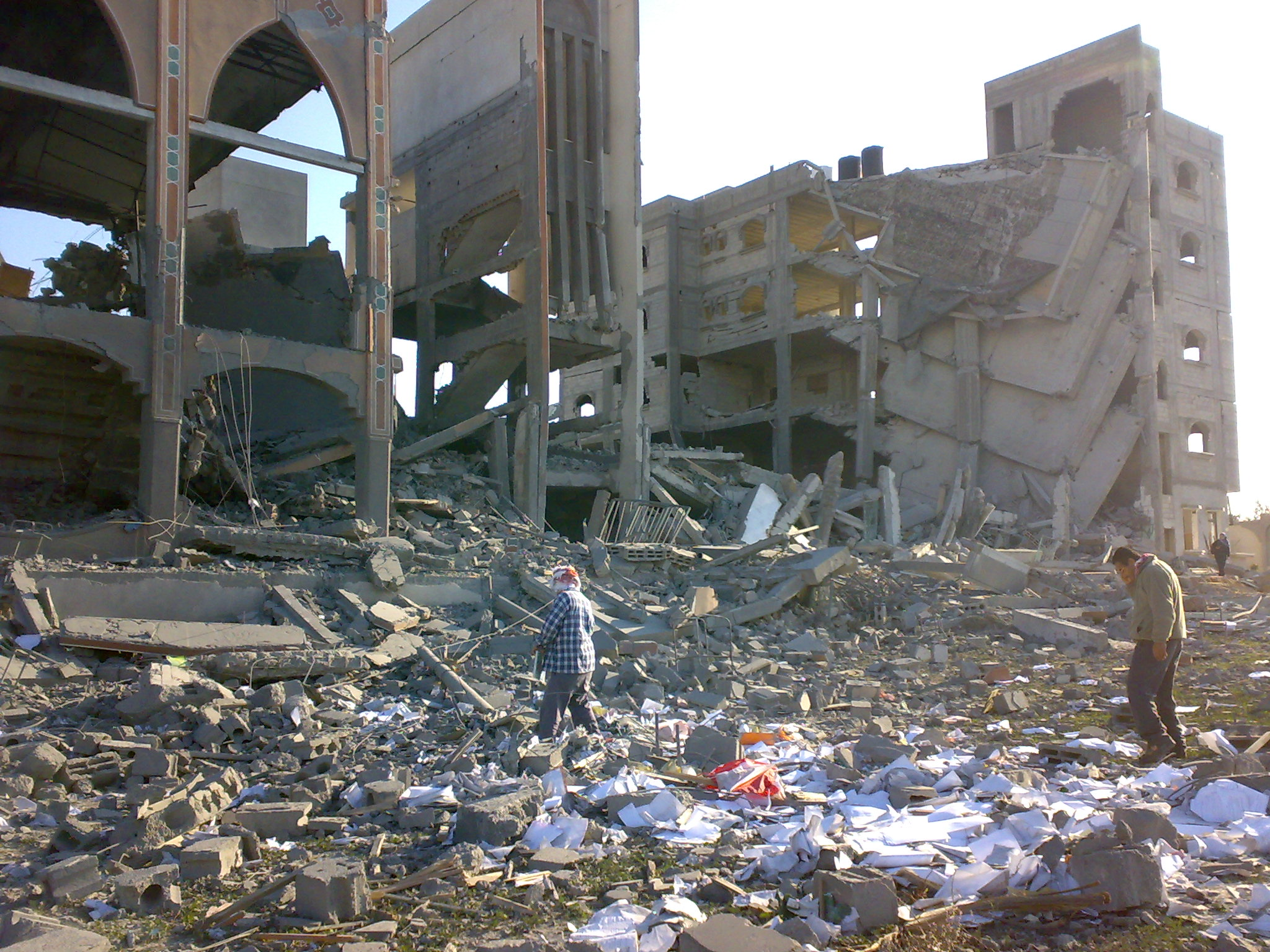
2009年1月12日，拉法建築物被摧毀

一些分析師指出，以色列在2008至2009年加沙戰爭中採取這種策略，《戈德斯通報告》則得出結論，以色列的戰略是「為了懲罰、羞辱並恐嚇當地的平民」。
2009年，聯合國加沙衝突事實調查團多次提及達希耶主義，認為這是一種以「大規模破壞作為威懾手段」的策略，涉及到「不成比例的使用武力，對平民財產和基礎設施造成重大損害，並使平民受苦」。該報告認為，這一策略在衝突期間被實行。不過，該報告的主要作者之一理查德·戈德斯通法官在2011年4月1日的一篇評論文章中表示，如果以色列政府在調查過程中能與他的團隊合作，他的一些結論可能會有所不同。戈德斯通的三位合著者——希娜·吉拉尼、克里斯汀·欽金和德斯蒙德·特拉弗斯對戈德斯通的聲明表示強烈反對，並發表聲明表示堅持原報告結論。他們指出：「如果我們屈服於任何方面的壓力而修改我們的結論，我們將對在加沙衝突中被殺害的數百名無辜平民、數千名受傷者，以及仍受到衝突和封鎖深遠影響的數十萬人造成嚴重的不公。」
2009年，以色列反酷刑公共委員會在其報告中將達希耶主義定義為：「這種軍事策略針對的是與嵌入在平民中的非正規軍隊進行的不對稱戰爭，其目的是避免長期的游擊戰。根據這一策略，以色列必須使用遠遠超出敵人行動規模的巨大力量。」報告進一步指出，這一主義在「鑄鉛行動」期間得到全面應用。

### 2023年

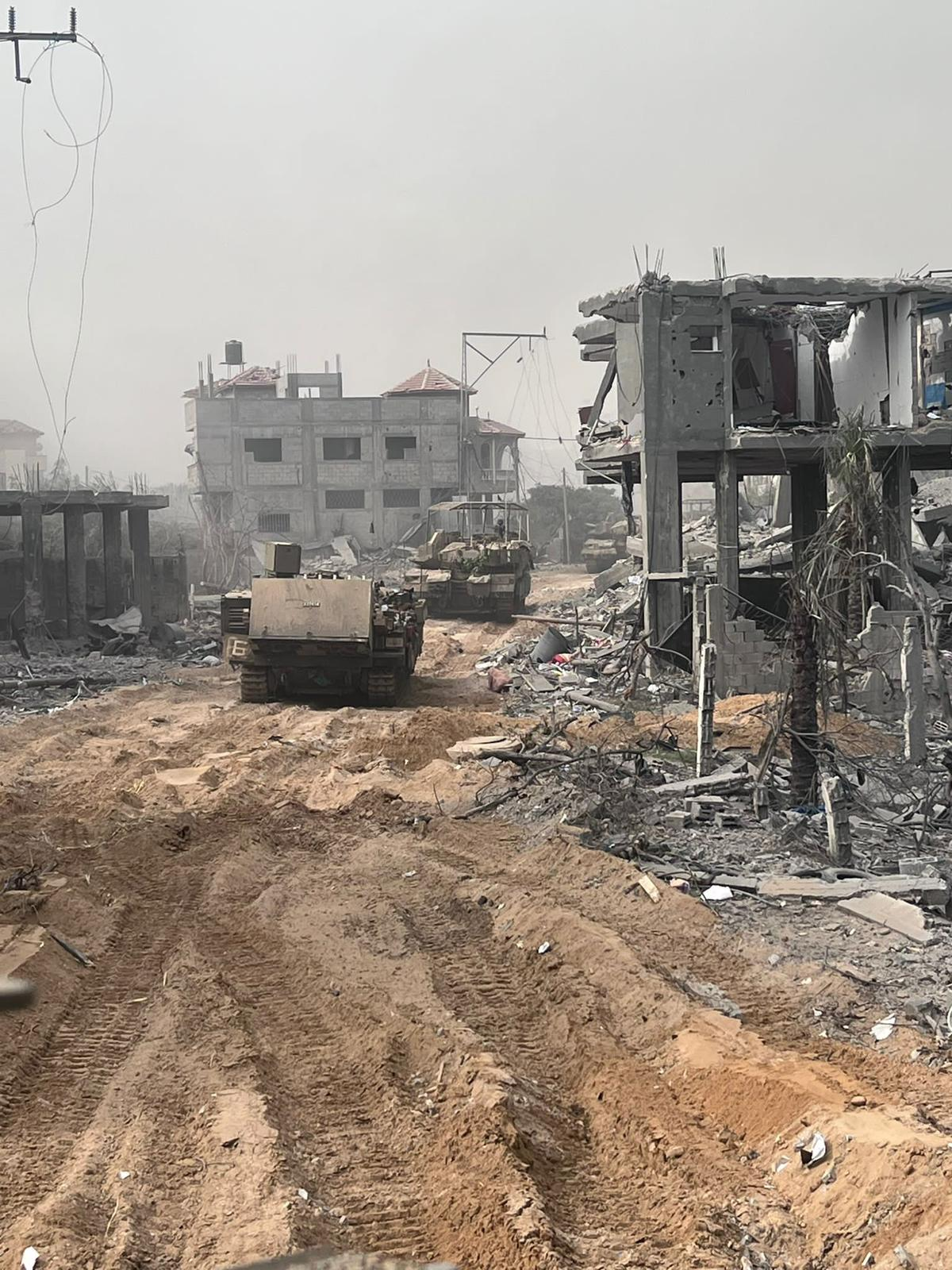
2023年10月31日，以色列國防軍坦克在加薩走廊執行任務

《衛報》、《華盛頓郵報》和《Mondoweiss》的分析指出，以色列國防軍在2023年以色列—哈馬斯戰爭期間針對加沙地帶的平民基礎設施發動攻擊，這可能是達希耶主義的進一步應用。《國土報》則報導，以色列國防軍在此次戰爭中「完全拋棄了克制」，以空前的速度殺害平民並摧毀平民的基礎設施。
在《衛報》中，布拉德福德大學的保羅·羅傑斯撰文指出，以色列在2023年戰爭中的戰略目標是將巴勒斯坦人困在加沙西南部的一個小區域，便於更好地控制他們。長期而言，以色列的目標是清楚表達，它不會容忍任何形式的反抗。

## 批評

### 適得其反
保羅·羅傑斯認為，以色列在此次以色列—哈馬斯戰爭中採用達希耶主義，將無法徹底消滅哈馬斯，除非找到促進兩個社群和平共處的方法，否則哈馬斯將以其他形式重現。

### 違反國際法
美國猶太裔國際法學家、普林斯頓大學名譽教授理查德·福克批評，按達希耶主義將哈馬斯或真主黨等敵對勢力的民用基礎設施視為合法軍事目標之舉，不僅明顯違反國際戰爭法與普遍道德標準，也是公開表態一種應當稱為「國家恐怖主義」的暴力主義。

## 外部鏈結
- Satellite Identification of Damage in Beirut, Lebanon – satellite photographs of Dahya district before and after the war
- Siboni, Gabi. . INSS Insight. 2 October 2008  [2024-10-06]. （原始内容存档于2024-11-26）.
- The Third Lebanon War: Target Lebanon – INSS Strategic Assessment, November 2008, Volume 11, No. 2 - Eiland, Giora